# 矾山矾矿遗址
矾山矾矿遗址是浙江省苍南县一处矾矿生产基地旧址，位于苍南县矾山镇福德湾村，主要出产钾明矾和钠明矾。遗址位于鸡笼山北坡，包括5座煅烧炉，1座烧水高炉和生产作坊以及相关的福德湾老街民居及祭祀场所。2019年，矾山矾矿遗址成为第八批全国重点文物保护单位。